# Tadeusz Drab
Tadeusz Drab (ur. 9 stycznia 1954, zm. 4 sierpnia 2012 we Wrocławiu) – polski samorządowiec, polityk i rolnik, w latach 2006–2009 wicemarszałek województwa dolnośląskiego.

## Życiorys
Syn Henryka i Heleny. Prowadził własne gospodarstwo rolne. Był pomysłodawcą Festiwalu Tradycji Dolnego Śląska.  Pracował także jako specjalista od pozyskiwania inwestorów w Legnickiej Specjalnej Strefie Ekonomicznej. Należał do Polskiego Stronnictwa Ludowego. W 2006 został jego przewodniczącym w województwie dolnośląskim. Z ramienia tej partii m.in. kandydował m.in. w 2001 do Senatu w okręgu nr 3 (zajął 7. miejsce na 11 kandydatów) oraz 2007 do Sejmu z pierwszego miejsca w okręgu nr 3.
7 grudnia 2006 został wybrany wicemarszałkiem województwa dolnośląskiego, utrzymał stanowisko także w kolejnym zarządzie powołanym 5 marca 2008. Został odwołany z dniem 24 lipca 2009 po tym, jak media ujawniły, że w grudniu 2008 składał fałszywe zeznania (biorąc na siebie winę przy wypadku samochodowym, gdy faktyczny kierowca był nietrzeźwy) i został za to prawomocnie skazany na rok więzienia w zawieszeniu na trzy lata. Pozostał wówczas członkiem PSL, mimo że statut partii zakazuje, by należała do niej osoba skazana prawomocnie. W 2011 zarząd wojewódzki partii został tymczasowo zawieszony przez centralę, jednak w czerwcu 2012 Drab ponownie został wybrany szefem dolnośląskich struktur.
Zmarł 4 sierpnia 2012 po zabiegu wykonanym w szpitalu we Wrocławiu. Pochowano go na cmentarzu przy Parafii Wniebowzięcia Najświętszej Maryi Panny w Zachowicach. Miał dzieci i wnuki.